# Битуша
 Тази статия е за селото в Гърция.  За селото в Северна Македония вижте Битуше.  За други значения на Парорио вижте Парорио.
Бѝтуша или Бѝтуше (на гръцки: Παρόρειο, Парорио, катаревуса: Παρόρειον, Парорион, до 1926 година Μπίτουσα или Μπιτούσα, Битуса) е село в Република Гърция, в дем Лерин (Флорина), област Западна Македония.

## География
Селото е разположено на 10 километра северно от демовия център Лерин (Флорина) и на 2 километра северозападно от Долно Клещино (Като Клинес) в подножието на планината Пелистер близо до границата със Северна Македония.

## История

### В Османската империя
В началото на XX век Битуша е чисто българско село в Битолска каза. Според статистиката на Васил Кънчов („Македония. Етнография и статистика“) в 1900 година Битоше има 580 жители българи.
На Етнографската карта на Битолския вилает на Картографския институт в София от 1901 година Битуша е чисто българско село в Битолската каза на Битолския санджак с 40 къщи.
Всички жители на Битуша са патриаршисти и остават верни на Цариградската патриаршия. По данни на секретаря на Българската екзархия Димитър Мишев („La Macédoine et sa Population Chrétienne“) в 1905 година в селото има 320 българи патриаршисти.
Въпреки че са гъркомани битушани участват активно в борбата на ВМОРО срещу османското владичество. В Илинденското въстание селото е разргабено и изгорено от османска войска, като са убити 25 жени и деца. През октомври 1905 година селото е нападнато от андартската чета на Николаос Цолакис, убити са 15 българи, а други 5 са пребити.

### В Гърция
През Балканската война в селото влизат гръцки войски и след Междусъюзническата остава в Гърция. Боривое Милоевич пише в 1921 година („Южна Македония“), че Битуша има 100 къщи славяни християни. В 1926 година е прекръстено на Парорион. По време на Гръцката гражданска война селото не пострадва много, като само няколко души се изселват в Югославия и другите социалистически страни. След Втората световна война много жителите на селото масово емигрират отвъд океана.
Църквата „Свети Димитър“ в селото е от 1837 година.
| Име        | Име        | Ново име     | Ново име      | Описание                               |
| ---------- | ---------- | ------------ | ------------- | -------------------------------------- |
| Кетко кале | Κετκο Καλέ | Кастрон      | Κάστρον       | връх в Баба на ЮЗ от Битуша (1206,6 m) |
| Присо      | Πρίσσο     | Просилиакос  | Προσηλιακός   | връх в Баба на ЗЮЗ от Битуша           |
| Вител      | Βίτελ      | Сфина        | Σφήνα         | връх в Баба на Ю от Битуша             |
| Раковска   | Ρακόφσκα   | Кратериотиса | Κρατεριώτισσα | връх в Баба на З от Битуша             |

### Преброявания
- 1913 – 482 жители
- 1920 – 478 жители
- 1928 – 490 жители
- 1940 – 556 жители
- 1951 – 491 жители
- 1961 – 318 жители
- 1971 – 92 жители
- 2001 – 38 жители
- 2011 – 23 жители

## Личности
Родени в Битуша
- Наум (Ναούμ), гръцки андартски деец, помощник на капитан Каравитис[12]
- Поп Илия (Παπαηλίας), гръцки андартски деец, информатор на капитан Каравитис[12]
- Стоян Донски (1869 – 1904), български революционер
- Ърнест Дамянопулос (Анастас Наумов Дамчев (1928 - 2019), виден невролог в САЩ, автор на книгата „Македонците: тяхното минало и настояще“[13]

Други
- Стефан Наумов (1920 - 1942), комунистически партизанин и народен герой на Югославия, по произход от Битуша